# Суше, Дэвид
Сэр Дэ́вид Ко́ртни Суше́ (англ. David Courtney Suchet; род. 2 мая 1946, Лондон, Великобритания) — британский актёр театра и кино, приобретший всемирную известность после исполнения главной роли бельгийского сыщика Эркюля Пуаро в детективном телесериале «Пуаро Агаты Кристи» (1989—2013) по произведениям Агаты Кристи. За свою карьеру Суше выиграл Международную премию «Эмми», а также получил три номинации на премию BAFTA, номинацию на премию «Тони» и восемь номинаций на премию Лоренса Оливье. Суше был назначен командором ордена Британской империи (CBE) в 2011 году и посвящён в рыцари в 2020 за заслуги в области драматургии. Является действующим членом Британской академии кино и телевизионных искусств.

## Биография

### Ранние годы
Дэвид Суше родился 2 мая 1946 года в Лондоне, в семье врача и театральной актрисы. Его предки по линии отца, происходившие из города Кретингена Ковенской губернии Российской империи (ныне — Кретинга, Литва), попали в Британию в конце XIX века через Южную Африку: дед артиста, Исидор Сушедович (Isidor Suchedowitz), был литовским евреем и, уже живя в Южной Африке, укоротил свою фамилию до Суше. Прадед Дэвида по линии матери, фотограф Арнольд Ярше, родился в еврейской семье в Динабурге, уездном городе Витебской губернии Российской империи (ныне — Даугавпилс, Латвия), а прабабушка Амели Ярше (урождённая Саломон) — в городе Гродно Гродненской губернии Российской империи (ныне — город в Беларуси). В Лондон они приехали из Парижа также в конце XIX века. Старший брат Дэвида — Джон Суше, известный тележурналист, автор нескольких книг (в том числе и биографии Бетховена). Младший брат — Питер Суше, врач.
Любовь к театру Дэвиду привила мать. Уже в возрасте пяти лет он дебютировал в любительском театре в постановке «Алиса в Зазеркалье». С восемнадцати лет играл в Национальном юношеском театре (National Youth Theatre) в Лондоне.

### Карьера
В середине 1960-х годов начал сниматься в телевизионных шоу и сериалах.
В 1971 году окончил Лондонскую академию музыкального и драматического искусства.
Сразу после окончания академии был принят в небольшой театр «Уотермилл» в графстве Беркшир (на юге Англии), а в 1973 году присоединился к Королевской шекспировской компании (Royal Shakespeare Company, RSC), базирующейся в городе Стратфорде-апон-Эйвоне (графство Уорикшир, Англия) и ежегодно выпускающей около двадцати театральных постановок, которые демонстрируются в Лондоне и других городах Великобритании, а также по всему миру. Всего на счету актёра более сорока театральных ролей.
Первую роль в большом кино получил в 1980 году, сыграв в фильме «Повесть о двух городах» по одноимённому роману Чарльза Диккенса.
В ноябре 2013 года выпустил авторскую книгу «Poirot and Me».
В 2020 году в честь Дня рождения королевы Великобритании Суше был посвящён в рыцари-бакалавры за заслуги в области драматургии и благотворительности.
Является вице-президентом «Общества поклонников Агаты Кристи».

### Личная жизнь
С 1976 года Дэвид Суше женат на лондонской театральной актрисе Шейле Феррис. В 1981 году в браке родился первый ребёнок — сын Роберт, в 1983 году — дочь Кэтрин. Внук Тодд родился в 2015 году
Актёр увлекается фотографией, играет на кларнете.
Является верующим англиканином.

## Творчество

### Фильмография
| Год         | На русском                                       | На языке оригинала                                | Роль                                          |
| ----------- | ------------------------------------------------ | ------------------------------------------------- | --------------------------------------------- |
| 1970        |                                                  | The Mating Machine                                | Генри                                         |
| 1971        |                                                  | Public Eye                                        | Мартин Кульман                                |
| 1978        | Профессионалы                                    | The Professionals                                 | Кривас                                        |
| 1980        |                                                  | Schiele in Prison                                 | Густав Климт                                  |
| 1980        | Оппенгеймер                                      | Oppenheimer                                       | Эдвард Теллер                                 |
| 1980        | Повесть о двух городах                           | Tale of Two Cities                                | Барсад                                        |
| 1982        | Миссионер                                        | Missionary                                        | Корбетт                                       |
| 1982        | Горбун из Нотр-Дама                              | The Hunchback of Notre Dame                       | Клопен Труйльфу, предводитель парижских нищих |
| 1983        | Плащ                                             | Trenchcoat                                        | инспектор Стагнос                             |
| 1983        | Красный монарх                                   | Red Monarch                                       | Лаврентий Павлович Берия                      |
| 1984        | Рейли. Ас шпионов                                | Reilly: The Ace of Spies                          | инспектор Циенцин                             |
| 1984        | Маленькая барабанщица                            | Little Drummer Girl                               | Местербейн                                    |
| 1984        | Агенты Сокол и Снеговик                          | Falcon and the Snowman                            | Алекс, советский дипломат                     |
| 1984        | Фрейд                                            | Freud                                             | Зигмунд Фрейд                                 |
| 1984        | Играя Шекспира                                   | Playing Shakespeare                               | камео                                         |
| 1984        | Мастер игры                                      | Master of the Game                                | Д’Юшо                                         |
| 1984        | Грейстоук. Легенда о Тарзане, повелителе обезьян | Greystoke: The Legend of Tarzan, Lord of the Apes | Бюллер                                        |
| 1985        | Песнь Европы                                     | Song for Europe                                   |                                               |
| 1985        | Муссолини: нерассказанная история                | Mussolini: The Untold Story                       | Гранди                                        |
| 1985        | Блотт на природе                                 | Blott on the Landscape                            | Блотт                                         |
| 1985        | ГУЛАГ                                            | Gulag                                             | Матвей                                        |
| 1985        | Тринадцать за обедом                             | Thirteen at Dinner                                | Джеймс Гарольд Джепп, старший инспектор       |
| 1986        | Стресс                                           | Murrow                                            | Вильям Л. Ширер                               |
| 1987        | Железный орёл                                    | Iron Eagle                                        | министр обороны                               |
| 1987        | Гарри и Хендерсоны                               | Harry and the Hendersons                          | Джакус Ла’Флер                                |
| 1987        | Известное дело                                   | Cause celebre                                     | Т. Дж. О’Коннор                               |
| 1987        | Последний невиновный человек                     | Last Innocent Man                                 | Джонатан Галт                                 |
| 1988        | Другой мир                                       | World Apart                                       | Мюллер                                        |
| 1988        | Современный мир. Десять великих писателей        | Modern World: Ten Great Writers                   | Леопольд Блум                                 |
| 1988        | Убить священника                                 | To Kill a Priest                                  | епископ                                       |
| 1989 — 2013 | Пуаро Агаты Кристи (телесериал)                  | Agatha Christie’s Poirot                          | Эркюль Пуаро, бельгийский детектив            |
| 1990        | Когда пришёл кит                                 | When the Whales Came                              | Уилл                                          |
| 1990        | Здесь нет никого, кроме нас, цыплят              | Nobody Here but Us Chickens                       | Карвер                                        |
| 1990        | Разделение                                       | Separation                                        | Джо                                           |
| 1993        | Гибель «Луконы»                                  | Der Fall Lucona                                   | Руди Вальс                                    |
| 1995        | Жестокий поезд                                   | Cruel Train                                       | Рубен Робертс                                 |
| 1996        | Приказано уничтожить                             | Executive Decision                                | Наджи Хассан                                  |
| 1996        | Пророк Моисей. Вождь-освободитель                | Moses                                             | Аарон                                         |
| 1996        | Смертельное путешествие                          | Deadly Voyage                                     | Влахос                                        |
| 1997        | Воскресенье                                      | Sunday                                            | Оливер / Мэтью Делакорта                      |
| 1998        | Соломон                                          | Solomon                                           | Иоав                                          |
| 1998        | Качели                                           | Seesaw                                            | Морис Прайс                                   |
| 1998        | Идеальное убийство                               | Perfect Murder                                    | Мохамед Караман                               |
| 1999        | Командир эскадрильи                              | Wing Commander                                    | капитан Джейсон Шански                        |
| 1999        | Проект 281                                       | RKO 281                                           | Луис Б. Майер                                 |
| 2000        | Саботаж!                                         | Sabotage!                                         | Наполеон I Бонапарт                           |
| 2001        | Убийство в уме. Учитель                          | Murder in Mind: Teacher                           | Эдвард Палмер                                 |
| 2001        | Виктория и Альберт                               | Victoria & Albert                                 | барон Кристиан Фридрих фон Штокмар            |
| 2001        | Дороги, которые мы выбираем                      | The Way We Live Now                               | Август Мельмотт                               |
| 2002        | NCS: облава                                      | NCS Manhunt                                       | Джон Борн, детектив                           |
| 2002        | Прямой эфир из Багдада                           | Live from Baghdad                                 | Наджи аль-Хадити, министр информации Ирака    |
| 2003        | Свадебная вечеринка                              | The In-Laws                                       | Жан-Пьер                                      |
| 2003        | Защита от дурака                                 | Foolproof                                         | Лео Джилетт                                   |
| 2003        | Генрих VIII                                      | Henry VIII                                        | Томас Уолси, канцлер Английского королевства  |
| 2004        | Мишка по имени Винни                             | A Bear Named Winnie                               | генерал Хеллхолланд                           |
| 2006        | Дракула                                          | Dracula                                           | Ван Хельсинг                                  |
| 2006        | Наводнение. Ярость стихии                        | Flood                                             | помощник премьер-министра                     |
| 2007        | Максвелл                                         | Maxwell                                           | Роберт Максвелл, британский медиамагнат       |
| 2008        | Ограбление на Бейкер-стрит                       | The Bank Job                                      | Лью Фогель                                    |
| 2010        | Опочтарение                                      | Going Postal                                      | Взяткер Позолот                               |
| 2011        | Большие надежды                                  | Great Expectations                                | Джеггерс                                      |
| 2012        | Ричард II                                        | Richard II                                        | Эдмунд Лэнгли, герцог Йоркский                |
| 2014        | Эффи                                             | Effie Gray                                        | Джон Джеймс Рёскин (мистер Рёскин)            |
| 2017        | Доктор Кто (10-й сезон)                          | Doctor Who                                        | хозяин дома                                   |
| 2017        | Наёмник                                          | American Assassin                                 | Томас Стэнфилд, директор ЦРУ                  |

### Озвучивание
| Год  | На русском                                                         | На языке оригинала                            | Роль                                                   |
| ---- | ------------------------------------------------------------------ | --------------------------------------------- | ------------------------------------------------------ |
| 1979 | Сапфир и сталь                                                     | Sapphire and Steel                            | голос за кадром                                        |
| 1997 | Феникс и волшебный ковёр                                           | Phoenix and the Carpet                        | Феникс                                                 |
| 2002 | Пиноккио                                                           | Pinocchio                                     | Джепетто                                               |
| 2004 | Космическая одиссея. Путешествие к планетам                        | Space Odyssey: Voyage to the Planets          | рассказчик                                             |
| 2004 | Космическая одиссея. Роботы-первопроходцы                          | Space Odyssey: The Robot Pioneers             | рассказчик                                             |
| 2006 | Артур и минипуты                                                   | Arthur et les Minimoys                        | рассказчик                                             |
| 2006 | Смывайся! (мультфильм)                                             | Flushed Away                                  | отец Риты                                              |
| 2006 | Агата Кристи. Убийство в «Восточном экспрессе» (компьютерная игра) | Agatha Christie: Murder on the Orient Express | Эркюль Пуаро                                           |
| 2019 | Тёмные начала                                                      | His Dark Materials                            | Кайса, деймон ведьмы Серафины Пеккалы (Рута Гедминтас) |

### Театр
Королевская шекспировская компания (Royal Shakespeare Company, RSC)
- 1973 — «Ромео и Джульетта» Уильяма Шекспира — Меркуцио
- 1973 — «Ричард II» Уильяма Шекспира —
- 1973 — «Как вам это понравится?» Уильяма Шекспира — Орландо
- 1973 — «Укрощение строптивой» Уильяма Шекспира — Транио
- 1974 — «Король Джон» Уильяма Шекспира — Хьюберт де Бург
- 1974 — «Цимбелин» Уильяма Шекспира —
- 1974 — «Товарищи» Августа Стриндберга —
- 1974 — «Мещане» Максима Горького —
- 1975 — «Бесплодные усилия любви» Уильяма Шекспира — Фердинанд, король Наварры
- 1978 — «Буря» Уильяма Шекспира — Калибан, дикарь, раб
- 1978 — «Укрощение строптивой» Уильяма Шекспира — Грумио
- 1978 — «Бесплодные усилия любви» Уильяма Шекспира — сэр Натаниэль
- 1978 — «Антоний и Клеопатра» Уильяма Шекспира —
- 1978 — «Истории Уинтер» Р. Уинтера —
- 1979 — «Любовное путешествие» Патрика Стюарта по произведениям Уильяма Шекспира —
- 1979 — «Тот, что играет короля» Яна Ричардсона по произведениям Уильяма Шекспира —
- 1979 — «Однажды в жизни» М. Нарта и Дж. Кауфмана —
- 1979 — «Мера за меру» Уильяма Шекспира — Анджело, наместник
- 1980 — «Ричард II» Уильяма Шекспира — Генри Болингброк, герцог Херефордский, сын Джона Гонта
- 1980 — «Ричард III» Уильяма Шекспира —
- 1981 — «Венецианский купец» Уильяма Шекспира — Шейлок, богатый еврей
- 1981 — «Троил и Крессида» Уильяма Шекспира —
- 1981 — «До-ре-ми-фа-соль-ля-си-Ты-свободы-попроси» Тома Стоппарда —
- 1985 — «Отелло» Уильяма Шекспира — Яго, хорунжий Отелло
- 1987 — «Разделение» Тома Кемпински —
- 1989 — «Эта история о тебе» Джона Хопкинса —
- 1991 — «Тимон Афинский» Уильяма Шекспира —
- 1994 — «Олеанна» Дэвида Мамета —
- 1996 — «Кто боится Вирджинии Вульф?» Эдварда Олби — Джордж
- 1998 — «Суббота, воскресенье» Эдуардо де Филиппо —
- 1998 — «Амадей» Питера Шеффера — Сальери
- 2005 — «Мальчик и мужчина» Теренса Раттигана — Грегор Антонеску
- 2005 — «Однажды в жизни» М. Нарта и Дж. Кауфмана — Герман Глогоер
- 2007 — «Последняя исповедь» Роджера Карна — кардинал Бенелли
- 2010 — «Все мои сыновья» Артура Миллера — Джо Келлер, глава семьи
- 2012 — «Долгий день уходит в ночь» Юджина О’Нила — Тайрон
- 2012 — «Чёрный кофе» Агаты Кристи — Эркюль Пуаро
- 2018 — «Цена» Артура Миллера — Грэгори Соломон

## Награды и признание
В 2011 году Дэвид Суше стал командором ордена Британской империи (CBE). До этого (с 2002 года) имел звание офицера ордена Британской империи (OBE).
«В честь признания заслуг в драматургии и благотворительности» Дэвид Суше получил титул рыцаря-бакалавра. Из-за положительного теста на коронавирус церемония была отложена и проведена в январе 2022 года. Орден  вручил принц Уильям, герцог Кембриджский.
| Год  | Награда                                                   | За что                                                           |
| ---- | --------------------------------------------------------- | ---------------------------------------------------------------- |
| 1983 | Marseilles Film Festival                                  | за роль Лаврентия Берии в фильме «Красный монарх»                |
| 1984 | Royal Television Society’s Award                          | за роль Зигмунда Фрейда в фильме «Фрейд»                         |
| 1985 | Royal Television Society’s Award                          | за роль Стива Дайера в фильме «Песнь Европы»                     |
| 1985 | Royal Television Society’s Award                          | за главную роль Блотта в сериале «Блотт на природе»              |
| 1989 | Премия Evening Standard                                   | за роль в спектакле «Тимон Афинский»                             |
| 1991 | London Critic’s Circle Theatre Award                      | за главную роль Джоржа в спектакле «Кто боится Вирджинии Вульф?» |
| 1994 | Royal Variety Club                                        | за главную роль в спектакле «Олеанна»                            |
| 1997 | Специальный приз фестиваля Sundance                       | за роль Оливера Метью в фильме «Воскресенье»                     |
| 1998 | Специальный приз фестиваля в Стамбуле                     | за роль Оливера Метью в фильме «Воскресенье»                     |
| 2002 | Broadcasting Press Guild Award                            | за роль Августа Мельмотта в фильме «Дороги, которые мы выбираем» |
| 2002 | Royal Television Society’s Award                          | за роль Августа Мельмотта в фильме «Дороги, которые мы выбираем» |
| 2008 | Премия «Эмми» в номинации «Лучший актёр»                  | за главную роль Роберта Максвелла в фильме «Максвелл»            |
| 2011 | Critics' Circle Theatre Awards в номинации «Лучший актёр» | за главную роль Джо Келлера в спектакле «Все мои сыновья»        |
| 2011 | What’s On Stage Award в номинации «Лучший актёр»          | за главную роль Джо Келлера в спектакле «Все мои сыновья»        |

Дэвид Суше также трижды (в 1989, 1990, 1991 годах) номинировался за роль бельгийского сыщика Эркюля Пуаро в британском детективном телесериале «Пуаро Агаты Кристи» на премию BAFTA-TV, но так ни разу её и не получил. Также номинировался на BAFTA в 1985 (за фильм «Стресс») и 1989 (за фильм «Другой мир») годах.